# O Homem Fumante
O Homem Fumante (algumas vezes chamado de Canceroso) é um personagem fictício e o principal antagonista da série de ficção científica The X-Files. Ele atua como o arqui-inimigo do agente do FBI Fox Mulder. Apesar de seu nome ter sido revelado na sexta temporada como sendo supostamente C. G. B. Spender, os fãs continuam a chamá-lo de Homem Fumante porque ele é sempre visto fumando cigarros Morley e porque, como muitos outros vilões, ele possui vários pseudônimos.
Apesar de dizer apenas quatro palavras durante toda a primeira temporada, o Homem Fumante acabaria por se transformar no principal antagonista da série. Em suas primeiras aparições, ele é visto nos escritórios do Chefe de Divisão Scott Blevins e do Diretor Assistente Walter Skinner, os supervisores de Mulder e sua parceira Dana Scully. O Fumante é um homem poderoso que trabalha para os poderes estabelecidos, também sendo um dos membros chave de uma conspiração governamental conhecida apenas como o Sindicato, que está escondendo a verdade sobre a existência de alienígenas e seu plano para colonizar a Terra. Mesmo após a destruição da maior parte do Sindicato, seu poder e influência continuou grande.
O Homem Fumante foi interpretado pelo ator William B. Davis. Quando Davis conseguiu o papel, o personagem foi escrito como "apenas outro" figurante no episódio piloto. Ele acabou voltando para pequenas participações durante a primeira temporada, aparecendo com maior frequência nas temporadas seguintes. Davis nunca recebeu um prêmio por sua interpretação, mas foi indicado em prêmios junto com o elenco da série.

## Arco do personagem
Dentro da série, a data e local de nascimento do Homem Fumante nunca são revelados. Muito de seu passado é supostamente revelado no episódio "Musings of a Cigarette Smoking Man", da quarta temporada, onde um dos teóricos da conspiração do grupo O Pistoleiro Solitário afirma que o Homem Fumante nasceu em Baton Rouge, Luisiana, em 25 de agosto de 1939. Entretanto, isso é diretamente contrariado no episódio "Apocrypha", da terceira temporada, onde um jovem adulto Homem Fumante faz parte de um grupo de três agentes governamentais que interrogam um marinheiro seriamente queimado no hospital naval de Pearl Harbor em 19 de agosto de 1953. Nessa cena, ele é interpretado pelo ator Craig Warkentin, na época com 24 anos de idade. De acordo com a cronologia do Pistoleiro Solitário, o Homem Fumante teria apenas doze anos de idade.
Também em "Musings of a Cigarette Smoking Man", é dito que ele cresceu órfão, com seu pai tendo sido executado na cadeira elétrica por traição após trabalhar com um espião soviético, e sua mãe tendo morrido com câncer de pulmão por tanto fumar. Em 1962, ele foi designado para a Centro Especial de Guerra do exército em Fort Bragg, Carolina do Norte, junto com Bill Mulder. Ele era conhecido por ter uma longa história em operações de acobertamento e inteligência. Ele talvez tenha se envolvido no treinamento de rebeldes cubanos para a invasão da Baía dos Porcos. Também é revelado que ele pessoalmente assassinou John F. Kennedy e Martin Luther King Jr., apesar da veracidade dos fatos expostos em "Musings of a Cigarette Smoking Man" não poder ser confirmada. Em sua primeira aparição na série, ele supervisiona as instruções e esclarecimentos da Agente Dana Scully, e mais tarde armazena evidências que ela e Fox Mulder trouxeram de volta de sua investigação sobre uma abdução alienígena. Com o Homem Fumante escondendo informações do público, Mulder expor as verdades e descobrir o que realmente aconteceu com sua irmã, Samantha. Isso leva a uma rivalidade entre os dois que duraria até o final da série.
Nas temporadas seguintes, é revelado que ele é um membro de um grupo conhecido como Sindicato, uma obscura organização dentro do governo dos Estados Unidos. O episódio "Two Fathers" revela suas iniciais ou pseudônimo como sendo C. G. B Spender, e que ele já foi casado com Cassandra Spender, com quem tem um filho, Jeffrey Spender. Ele recruta a Agente Especial Diana Fowley para ser sua subordinada porque ela tem uma relação próxima com Mulder. Em "One Son", Jeffrey descobre que o Homem Fumante forçou sua mãe a passar por tratamentos médicos que a levaram a vários colapsos mentais enquanto ele ainda era criança. Quando o Homem Fumante descobre, ele aparentemente mata Jeffrey. Sabendo sobre o plano de colonização, os rebeldes alienígenas voltam para a Terra afim de tentar persuadir o Sindicato a aliar-se com eles em sua guerra contra os Colonizadores. Os membros do Sindicato, não acreditando na força dos rebeldes, se encontram na Base El Rico para serem transportados até uma espaço nave para sobreviverem a colonização. Entretanto, os rebeldes aparecem no lugar dos Colonizadores e matam  todos os membros do Sindicato. O Homem Fumante consegue escapar junto com Fowley. Mais tarde na sexta temporada, aparecem fortes evidências de que o Homem Fumante é o pai biológico de Mulder. Eventualmente em "The Sixth Extinction II: Amor Fati", Fowley passa a discordar dele. Por causa de seus planos para assassinar Mulder, Fowley ajuda Scully em sua investigação para encontrar Mulder, o que acaba a levando a sua morte. Após a destruição do Sindicato, o Homem Fumante começou a operar independentemente. Entretanto, seu câncer reapareceu, e ele começou a usar uma cadeira de rodas. No final, Alex Krycek e Marita Covarrubias o traem no episódio "Requiem" e empurram de uma escada.
Até o episódio "William", da nona temporada, acredita-se que o Homem Fumante está morto. Descobre-se que sua tentativa de assassinato em Jeffrey falhou, o que o fez submeter seu filho a terríveis experimentos. No último episódio da série, "The Truth", Mulder e Scully viajam para uma região remota do Novo México até uma comunidade onde um "homem sábio" aparentemente vive: ele é, na verdade, o Homem Fumante. Ele está nas mesmas condições em que desapareceu, mas sua saúde está bem pior. Ele vive de forma primitiva para se esconder do "Novo" Sindicato. O Homem Fumante conta a Mulder e Scully tudo que falta ser revelado (incluindo o fato de que os alienígenas irão invadir o planeta em 2012), e logo depois é morto por um míssil disparado de um helicóptero às ordens de Knowle Rohrer.
Embora no 1º episódio da 10ª temporada, o homem fumante esteja de volta, é revelado que a invasão não seria por aliens mas sim por os próprios humanos usando a tecnologia alien e se volta perseguição dele para Mulder , embora ate agora não seja revelado como ele sobreviveu.
Na 11ª temporada é revelado que na verdade o Homem Fumante é o pai biológico de William e não Mulder como a principio se imaginava.Dana Scully foi engravidade pelo mesmo não se sabe como, quando foi dopada ao final do episódio 15 da 7ª temporada.

### Caracterização
Kim Manners, produtor e diretor de vários episódios de The X-Files, disse que o Homem Fumante era a versão deles de Darth Vader. Alguns fãs do programa categorizaram o Homem Fumante como "maligno", fazendo dele o vilão. Carter, por outro lado,  uma vez o chamou de "o diabo", o que não foi bem recebido por alguns fãs. Outros, junto com o ator William B. Davis, o veem como um "heroi", já que o personagem é forçado a tomar decisões que a maioria não tomaria.
Superficialmente, parece que o Homem Fumante apenas tenta esconder informações de Mulder e Scully. Porém, ele está envolvido com o Sindicato, uma organização obscura que inclui membros do governo dos Estados Unidos que existe para esconder do público o fato que alienígenas estão planejando colonizar a Terra. O Homem Fumante protege implacavelmente os segredos da conspiração, e serve como o principal antagonista de Mulder, que possui nas sete primeiras temporadas uma devoção igualmente grande para revelar a verdade. Apesar de suas ações poderem ser descritas como monstruosas, ele afirmou que sua justificação é o desejo de impedir o quanto possível que a colonização ocorra; no episódio "One Son", ele afirma para Mulder que faz parte da conspiração (que ele chama de "o jogo") por acreditar que os segredos que possui, se revelados publicamente, ameaçariam a ordem social que perserva a sociedade: "se as pessoas soubessem das coisas que eu sei ... tudo iria desmoronar". Ele é algumas vezes visto trabalhando para alcançar esse objetivo, particularmente no desenvolvimento de uma vacina para proteger as pessoas do "óleo negro", um agente parasita que os Colonizadores usam para se propagar.

## Desenvolvimento
"Eu tentei me colocar na pele do personagem e ver o mundo pelo seu ponto de vista. Afinal de contas, vilões não acham que são vilões."

— William B. Davis
Quando foi escolhido para o papel, o ator William B. Davis achou que um programa sobre o paranormal não iria durar. Antes de entrar no elenco de The X-Files, Davis não fumava há mais de vinte anos. Para seus dois primeiros episódios, ele fumou cigarros "reais", porém mais tarde mudou para cigarros de hervas porque era "perigoso" para sua saúde. Pelo menos em um dos primeiros rascunhos de "Pilot", uma agente chamado Lake Drazen participa da reunião no início do episódio, tendo escolhido Dana Scully para o trabalho de avaliar a validade do trabalho de Fox Mulder nos Arquivos X. A cena foi eventualmente excluída e substituída, mas muitos membros da equipe insunuaram que o Agente Drazen transformou-se no Homem Fumante.
Kim Manners disse que parecia que todas as peças importantes de The X-Files foram criadas por "acidente". De acordo com ele, Davis não era nada além de um figurante apoiando-se em uma prateleira. No começo, os produtores não estavam certos sobre transformar o Homem Fumante no antagonista. Paul Rabwin comentou que não sabia se Davis podia dar conta do papel, pois não estava seguro se o ator era "bom o bastante" para o personagem. Manners posteriormente comentou que Davis sabia que o Homem Fumante tinha dois personagens diferentes, o primeiro era aquele interpretado pelo ator e o segundo eram os cigarros. Ele complementou dizendo que apenas a fumaça dos cigarros conseguia contar uma "história própria", tudo por conta de Davis.
Fãs da série começaram a debater se o Homem Fumante havia realmente sido morto no episódio "Redux", da quinta temporada. Chris Carter, em sua primeira resposta, afirmou ter deixado pistas, e mais tarde oficialmente anunciou que o personagem apareceria no filme The X-Files. Em um de seus últimos comentários sobre o assunto, ele falou "Não que nunca tenhamos trazido personagens mortos de volta antes, em flashbacks ou modos mais paranormais. O melhor sobre The X-Files é que qualquer coisa pode acontecer".
Com a exceção de Mulder e Scully, o Homem Fumante é o único personagem da série a aparecer tanto no seu primeiro episódio quando no seu último. Davis foi creditado como um Agente da CIA no episódio "Young at Heart", da primeira temporada, ao invés do Homem Fumante. O ator Chris Owens interpretou o personagem como um homem jovem em flashbacks. Ele posteriormente interpretou seu filho, Jeffrey Spender. O jovem Homem Fumante foi primeiro interpretado por Craig Warkentin, com Davis o dublando em "Apocrypha".

## Recepção
William B. Davis, apesar de nunca ter sido indicado individualmente por seu trabalho em The X-Files, foi indicado com outros membros do elenco ao Screen Actors Guild Award de Melhor Elenco em Série Dramática nos anos de 1997, 1998 e 1999, porém nunca venceu. O personagem foi regularmente eleito "O Vilão Mais Sórdido" em pesquisas realizadas na década de 1990. A TV Guide colocou o Homem Fumante na vigésima posição em sua lista dos "25 Maiores Vilões da TV". De acordo com Davis, o personagem atraiu protestos de pró-fumantes. Jennifer Armstrong da Entertainment Weekly citou o personagem como um exemplo da antiga tradição de ter apenas os "caras maus" fumando na televisão.